# Ficus padana
Ficus padana är en mullbärsväxtart som beskrevs av Nicolaas Laurens Nicolaus Laurent Burman. Ficus padana ingår i släktet fikonsläktet, och familjen mullbärsväxter. Inga underarter finns listade i Catalogue of Life.